# فاتوس داجا
فاتوس داجا (بالألبانية: Fatos Daja‏) هو لاعب كرة قدم ألباني في مركز الدفاع، ولد في 11 يناير 1968 في ألبانيا. شارك مع منتخب ألبانيا لكرة القدم. أما مع النوادي، فقد لعب مع نادي تيرانا وهامرون سبارتانز.

## وصلات خارجية
- فاتوس داجا على موقع الاتحاد الدولي (مؤرشف)  (الإنجليزية)
- فاتوس داجا على موقع قاعدة بيانات كرة القدم.إي يو (الإنجليزية)
- فاتوس داجا على موقع ناشيونال فوتبول تيمز (الإنجليزية)
- فاتوس داجا على موقع Soccerway.com (الإنجليزية)
- فاتوس داجا على موقع عالم كرة القدم.نت (الإنجليزية)